# 浦添前田站
26°13′51.06″N 127°42′10.96″E / 26.2308500°N 127.7030444°E
浦添前田站（日语：／ Urasoe-maeda eki */?）是位於日本沖繩縣浦添市的一個車站，為沖繩都市單軌鐵路伸延時所設置的新站，最初車站名稱曾稱為「前田站」及「浦添御城站」等，2014年12月26日，最終發表了正式的車站名稱，決定稱為「浦添前田站」 。

## 車站構造
島式月台設計，共設有1面2線的月台配置，與現時儀保站的設計相同。

### 月台配置
| 月台 | 路線                | 目的地                                       |
| ---- | ------------------- | -------------------------------------------- |
| 1    | ■沖繩都市單軌電車線 | Tedako浦西方向                               |
| 2    | ■沖繩都市單軌電車線 | 首里、歌町、牧志、縣廳前、小祿、那霸機場方向 |

## 歷史
- 2012年（平成24年）1月25日：國土交通省批准沖繩都市單軌鐵路經營首里～浦西共4.1公里的軌道事業特許認可[5]。
- 2013年（平成25年）11月2日：進行車站興建起工式[6]。
- 2014年（平成26年）12月26日：站名決定採用「浦添前田站」[2]。
- 2019年（令和元年）10月1日：正式開業[6]。

## 車站周邊
- 浦添城
- 浦添城跡
- 浦添警察署
- 浦添郵局
- 浦添市役所
- 浦添市立浦添中學（日语：浦添市立浦添中學校）、小學（日语：浦添市立浦添小学校）

## 相鄰車站
沖繩都市單軌電車
■沖繩都市單軌電車線
經塚（17）－浦添前田（18）－Tedako浦西（19）

## 外部連結
- 沖繩都市單軌電車 – 浦添前田站 （页面存档备份，存于）（日語）（英文）（繁體中文）（简体中文）